# Greenbrae
Greenbrae est une communauté non incorporée du comté de Marin en Californie, États-Unis.